# Albacomp cégcsoport
Az Albacomp a magyarországi informatikai piac egyik legnagyobb múltra visszatekintő vállalkozása. Székesfehérvári székhellyel működik; az informatikán belül érdekeltségei vannak sok területen, köztük rendszerintegrációval, noteszgép-összeszereléssel, asztali számítógépekkel, fejlesztéssel, konzultációval, oktatással is foglalkoznak.
Az Albacomp 1985-ben alakult meg Albacomp Kisszövetkezet néven, 1986-ban dobták piacra az első Albacomp személyi számítógépet. 1993-ban részvénytársasággá alakultak. 1995-ben került a cégcsoportba a SZÜV Rt., ami 2011-től az Albacomp Zrt.-be olvadt. 2000-ben lépték át a 10 milliárd forintos árbevételt.
A gazdasági válság az Albacompot is megviselte, a cég átszervezésétől, a többségi részesedés szakmai befektetőnek való eladásától remélik a kilábalást.
A cégcsoport tagjai:
- Albacomp RI Kft., a közbeszerzésekért felelős.
- Albacomp IT Zrt. (2011 előtt Albacomp Zrt.), főleg gyártással, fejlesztéssel és infrastruktúra-szállítással, 2011-től oktatással is foglalkozik.
- Albacomp EA Elektronika Kft.
- Albacomp SH Rendszerház Kft.

Vezérigazgatója az egyik alapító, Minárovits János.
1992-től kezdve szponzorálják a korábban Székesfehérvári Építők néven ismert kosárlabdacsapatot, az Albacompot.
2012 márciusában az Albacomp Zrt. csődvédelmet kért, az Albacomp RI továbbra is zavartalanul működik tovább (konzultációs üzletág, közbeszerzések).